# Euroformula Open
L’ Euroformula Open est un championnat de compétition automobile de type monoplace de la catégorie Euroformula-SF Lights.
Créé en 2001 en tant que championnat d'Espagne de Formule 3, il s’est par la suite étendu en Europe et est devenu l’European F3 Open en 2009. Initialement championnat de Formule 3, la série s’est peu à peu éloignée du règlement technique des F3 de la FIA. En conséquence, le championnat prend le nom de Euroformula Open à partir de 2014.
En 2020, le championnat délaisse définitivement les Formules 3 pour inventer sa propre catégorie de monoplaces. La Dallara EF320, basée sur d'anciennes F3, devient alors le modèle unique autorisé à rouler dans ce championnat, ainsi que dans son équivalent japonais : la Super Formula Lights.
Devenue une série à part, reconnue mais non soutenue par la FIA, elle intègre d'anciennes épreuves de F3 dans son calendrier (telles que le Grand Prix de Pau) et est en concurrence directe avec les championnats de Formule 3 régionale.

## Histoire
Le championnat espagnol de Formule 3 a été créé au cours de la récente période de croissance du sport automobile espagnol qui a commencé avec l'Euro Open Movistar by Nissan, qui est finalement devenu la World Series by Renault lorsque les programmes de course automobile des deux sociétés ont été réorganisés.  Le nouveau championnat remplace la Super Formula Toyota, une série monotype avec des performances similaires à celles de la F3.
Le championnat européen F3 Open a connu du succès grâce à la prise active de mesures visant à contrôler les exigences budgétaires.  Cela offre une option plus réalisable pour les pilotes qui ne disposent pas du portefeuille de sponsoring majeur requis par les principales équipes de l'Euroseries et qui devraient autrement chercher ailleurs pour leur prochaine étape dans l'échelle de carrière.
Avec le soutien de Renault, les World Series sont devenues un championnat permettant aux pilotes d'accéder à la Formule 1, et trois grandes équipes espagnoles sont établies en GP2. Cela a créé de nouvelles opportunités pour les diplômés de la F3 espagnole, ce qui a fait du championnat lui-même un succès.
Ces dernières années, le championnat est devenu beaucoup moins centré sur l'Espagne, avec des courses à travers l'Europe, et a réussi à attirer de célèbres équipes non espagnoles.  Le premier était l'équipe britannique Team West-Tec qui a remporté deux titres de champion des pilotes au cours de ses trois premières saisons, suivis un an plus tard par l'équipe italienne RP Motorsport qui a remporté des courses chaque année depuis son arrivée.
Le championnat a été renommé Euroformula Open Championship pour 2014, après que la FIA a restreint l'utilisation du nom de Formule 3 aux championnats qui ne respectent pas la réglementation moteur en vigueur.

## Palmarès
| Saison                                         | Champion                                       | Champion                                       | Champion                                       | Vainqueur Coupe d'Espagne                      | Vainqueur Coupe d'Espagne                      | Vainqueur Coupe d'Espagne                      | Écurie championne                              |
| Saison                                         | Nom                                            | Voiture                                        | Équipe                                         | Nom                                            | Voiture                                        | Équipe                                         | Écurie championne                              |
| Championnat d'Espagne de Formule 3 (Formule 3) | Championnat d'Espagne de Formule 3 (Formule 3) | Championnat d'Espagne de Formule 3 (Formule 3) | Championnat d'Espagne de Formule 3 (Formule 3) | Championnat d'Espagne de Formule 3 (Formule 3) | Championnat d'Espagne de Formule 3 (Formule 3) | Championnat d'Espagne de Formule 3 (Formule 3) | Championnat d'Espagne de Formule 3 (Formule 3) |
| ---------------------------------------------- | ---------------------------------------------- | ---------------------------------------------- | ---------------------------------------------- | ---------------------------------------------- | ---------------------------------------------- | ---------------------------------------------- | ---------------------------------------------- |
| 2001                                           | Ander Vilariño                                 | Dallara F399 Toyota                            | Racing Engineering                             | non attribué                                   | non attribué                                   | non attribué                                   | Racing Engineering                             |
| 2002                                           | Marcel Costa                                   | Dallara F300 Toyota                            | E.V. Racing                                    | non attribué                                   | non attribué                                   | non attribué                                   | Racing Engineering                             |
| 2003                                           | Ricardo Mauricio                               | Dallara F300 Toyota                            | Racing Engineering                             | non attribué                                   | non attribué                                   | non attribué                                   | Racing Engineering                             |
| 2004                                           | Borja García                                   | Dallara F300 Toyota                            | Racing Engineering                             | non attribué                                   | non attribué                                   | non attribué                                   | Racing Engineering                             |
| 2005                                           | Andy Soucek                                    | Dallara F305 Toyota                            | Llusiá Racing                                  | Arturo Llobell                                 | Dallara F300 Toyota                            | Campos Racing                                  | Racing Engineering                             |
| 2006                                           | Ricardo Risatti                                | Dallara F305 Toyota                            | Escuderia TEC-Auto                             | Germán Sánchez                                 | Dallara F300 Toyota                            | Escuela Profiltek                              | Racing Engineering                             |
| 2007                                           | Máximo Cortés                                  | Dallara F306 Fiat                              | Escuderia TEC-Auto                             | Christian Ebbesvik                             | Dallara F300 Fiat                              | Team West-Tec                                  | Escuderia TEC-Auto                             |
| 2008                                           | Germán Sánchez                                 | Dallara F308 Fiat                              | Campos Racing                                  | Natacha Gachnang                               | Dallara F306 Fiat                              | Campos Racing                                  | Campos Racing                                  |
| European F3 Open (Formule 3)                   |                                                |                                                |                                                |                                                |                                                |                                                |                                                |
| 2009                                           | Bruno Méndez                                   | Dallara F308 Fiat                              | Campos Racing                                  | Callum MacLeod                                 | Dallara F306 Fiat                              | Team West-Tec                                  | Campos Racing                                  |
| 2010                                           | Marco Barba                                    | Dallara F308 Toyota                            | Cedars Motorsport                              | Noel Jammal                                    | Dallara F306 Toyota                            | Cedars Motorsport                              | Cedars Motorsport                              |
| 2011                                           | Alex Fontana                                   | Dallara F308 Toyota                            | Corbetta Competizioni                          | Fabio Gamberini                                | Dallara F306 Toyota                            | Team West-Tec                                  | Team West-Tec                                  |
| 2012                                           | Niccolò Schirò                                 | Dallara F312 Toyota                            | RP Motorsport                                  | Kevin Giovesi                                  | Dallara F308 Toyota                            | DAV Racing                                     | RP Motorsport                                  |
| 2013                                           | Ed Jones                                       | Dallara F312 Toyota                            | Team West-Tec                                  | Sandy Stuvik                                   | Dallara F308 Toyota                            | RP Motorsport                                  | RP Motorsport                                  |
| Euroformula Open (Formule 3)                   |                                                |                                                |                                                |                                                |                                                |                                                |                                                |
| 2014                                           | Sandy Stuvik                                   | Dallara F312 Toyota                            | RP Motorsport                                  | Sandy Stuvik                                   | Dallara F312 Toyota                            | RP Motorsport                                  | RP Motorsport                                  |
| 2015                                           | Vitor Baptista                                 | Dallara F312 Toyota                            | RP Motorsport                                  | Konstantin Tereshchenko                        | Dallara F312 Toyota                            | Campos Racing                                  | Campos Racing                                  |
| 2016                                           | Leonardo Pulcini                               | Dallara F312 Toyota                            | Campos Racing                                  | Leonardo Pulcini                               | Dallara F312 Toyota                            | Campos Racing                                  | Campos Racing                                  |
| 2017                                           | Harrison Scott                                 | Dallara F312 Toyota                            | RP Motorsport                                  | Devlin DeFrancesco                             | Dallara F312 Toyota                            | RP Motorsport                                  | RP Motorsport                                  |
| 2018                                           | Felipe Drugovich                               | Dallara F312 Toyota                            | RP Motorsport                                  | Felipe Drugovich                               | Dallara F312 Toyota                            | RP Motorsport                                  | RP Motorsport                                  |
| 2019                                           | Marino Sato                                    | Dallara F317 Volkswagen                        | Team Motopark                                  | non attribué                                   | non attribué                                   | non attribué                                   | Team Motopark                                  |
| Euroformula Open (Euroformula)                 |                                                |                                                |                                                |                                                |                                                |                                                |                                                |
| 2020                                           | Ye Yifei                                       | Dallara EF320 Volkswagen                       | CryptoTower Racing                             | non attribué                                   | non attribué                                   | non attribué                                   | CryptoTower Racing                             |
| 2021                                           | Cameron Das                                    | Dallara EF320 Volkswagen                       | Team Motopark                                  | non attribué                                   | non attribué                                   | non attribué                                   | Team Motopark                                  |
| 2022                                           | Oliver Goethe                                  | Dallara EF320 Volkswagen                       | Team Motopark                                  | non attribué                                   | non attribué                                   | non attribué                                   | CryptoTower Racing                             |
| 2023                                           | Noel León                                      | Dallara EF320 Volkswagen                       | Team Motopark                                  | non attribué                                   | non attribué                                   | non attribué                                   | Team Motopark                                  |
| 2024                                           | Brad Benavides                                 | Dallara EF320 Volkswagen                       | Team Motopark                                  | non attribué                                   | non attribué                                   | non attribué                                   | Team Motopark                                  |